# Monte Fellone (colle)
Il Monte Fellone è un colle delle Murge meridionali, che raggiunge un'altitudine di 300 m s.l.m., situato al confine tra la provincia di Brindisi e quella di Taranto, e compreso nei territori delle frazioni di Specchia Tarantina, nel comune di Martina Franca, e di Monte Fellone nel comune di Villa Castelli.
Vi si trova la "grotta di Montefellone", oggetto di scavi archeologici negli anni sessanta, che ha restituito materiali datati dall'epoca neolitica al IV secolo d.C. e Grotta Cuoco frequentata dal neolitico all'XI secolo d.C. A nord-ovest vi si trova il bosco delle Pianelle, parco comunale di Martina Franca.
Per la fauna vi sono presenti lepri, volpi, ricci, pettirossi, falchi e diversi rapaci notturni (civetta, gufo, assiolo e barbagianni). La flora si compone di tratti di bosco e di macchia mediterranea, alternati a oliveti e vigneti.